# ОШ „Светозар Милетић” Тител
ОШ „Светозар Милетић” Тител једна је од основних школа у Тителу. Налази се у улици Милоша Црњанског број 3, у месту Тител.

## Историјат
Први помен школе у Тителу чију традицију баштини ОШ "Светозар Милетић" Тител датира из 1703. године, те се та година узима као почетак историје новог тителског школства. После завршетка Првог светског рата 1919.године одлуком Министарства просвете основна школа у Тителу постала је државна установа. Први управник био је Стојан Трумић чије име данас носи Народна библиотека у Тителу.
Од 1935. године па све до данас школа носи име Светозара Милетића (1826 — 1901), једног од најутицајнијих српских политичара у другој половини деветнаестог века. Поред матичне школе постоји и 4 издвојена одељења у местима: Гардиновци, Вилово, Лок и Горња школа у Тителу.
Данас школа има око 640 ученика који похађају наставу у Матичној школи и издвојеним одељењима
Настава се изводи у две смене. Страни језици који се уче у школи су енглески и руски.